# 北海道帯広柏葉高等学校
北海道帯広柏葉高等学校（ほっかいどうおびひろはくようこうとうがっこう、Hokkaido Obihiro Hakuyou High School）は、北海道帯広市に所在する道立高等学校。

## 沿革
- 1923年(大正12年)4月 - 北海道庁立帯広中学校として開校。
- 1948年(昭和23年)4月 - 新学制実施により北海道立帯広高等学校となる。
- 1949年(昭和24年) - 北海道帯広高等学校と改称。
- 1950年(昭和25年) - 北海道帯広商工高等学校と統合し、現校名となる。

## 校訓
- 一．公明正大の心情を養うべし
- 一．遠大の希望に向かって猛進せよ
- 一．師を敬し友を愛せよ

## 部活動

### 運動部
- バドミントン・卓球・バレーボール・野球・テニス・ソフトテニス・バスケットボール・剣道・山岳・陸上・サッカー・ラグビー・ハンドボール・弓道

### 文化部
- 美術・演劇・合唱・ポピュラー音楽研究・吹奏楽・茶道・書道・将棋・アニメ研究・写真・化学研究・数学研究・生物研究・国際交流

### 外局
- 新聞・放送・図書

### 同好会
- 水泳・総合文化

## 著名な出身者

### 政治
- 本名武 - 元衆議院議員
- 米沢則寿 - 帯広市長
- 飯田晴義 - 中川郡幕別町長
- 伊藤伸 - 構想日本総括ディレクター・元内閣府行政刷新会議事務局参事官
- はりま和宏 -帯広市議会議員

### 学者
- 秋場大輔 - 社会・発達心理学者、ニューヨーク市立大学大学院センター教授
- 川路紳治 - 物理学者、学習院大学名誉教授、量子ホール効果を発見し日本学士院賞受賞、川路聖謨の曾孫
- 進藤榮一 - 国際政治学者、筑波大学名誉教授
- 勝山稔 - 中国文学者、歴史学者、東北大学大学院教授
- 森田美弥子 - 心理学者、名古屋大学名誉教授、元日本ロールシャッハ学会会長
- 宗岡寿美 - 帯広畜産大学教授

### 行政・法曹
- 和田篤也 - 環境事務次官、元環境省総合環境政策統括官
- 佐藤博文 - 弁護士、元札幌弁護士会副会長、北海道弁護士会連合会憲法委員会事務局長

### 経済
- 坂本和昭 - 坂本ビル株式会社代表取締役、北海道地域づくりアドバイザー、地域活性化伝道師

### 文化
- 草森紳一 - 評論家
- 熊切和嘉 - 映画監督
- 八鍬新之介 ｰ アニメ監督
- 鳴海章 - 作家
- えぐちりか - アーティスト/アートディレクター
- 片瀬チヲル - 小説家
- michitomo - 作曲家
- 和多田進 - 編集者、ジャーナリスト

### 芸能
- 高倉陵 - 三拍子（お笑いコンビ）
- 中島みゆき - シンガーソングライター
- 南部昌江 - キーボード奏者、作曲家
- 吉田美和  - DREAMS COME TRUE、シンガーソングライター
- 本谷美加子 - オカリナ奏者
- Keishi Tanaka - シンガーソングライター
- 流 - シンガーソングライター

### 放送
- 安住紳一郎 - TBSアナウンサー
- 新崎真倫 - 元UHBアナウンサー
- 小堀勝啓 - フリーアナウンサー、元CBCアナウンサー
- 佐藤良諭 - HTBアナウンサー
- 堀内大輝 - HBCアナウンサー
- 滝菜月 - 日本テレビアナウンサー
- 森結有花 - HBCアナウンサー[1]、元石川テレビアナウンサー
- 穀山敏 - 元北海道文化放送、テレビ岩手両アナウンサー、トップ・クリエーション代表取締役社長→相談役

### スポーツ
- 北勝鬨準人 - 元力士、現・勝ノ浦親方（伊勢ノ海部屋入門時に中退）※定時制
- 柏倉早智子 - チアリーディング指導者、安住紳一郎の姉
- 矢萩竹美 - 北海道フットボールクラブ元社長
- 植竹勇太 - プロゴルファー

## 関係者
- 福永武彦（作家、元教職員）